# Pseudotremia nodosa
Pseudotremia nodosa är en mångfotingart som beskrevs av Loomis 1939. Pseudotremia nodosa ingår i släktet Pseudotremia och familjen Cleidogonidae. Inga underarter finns listade i Catalogue of Life.